# 2124 Nissen
2124 Nissen è un asteroide della fascia principale. Scoperto nel 1974, presenta un'orbita caratterizzata da un semiasse maggiore pari a 3,0249067 UA e da un'eccentricità di 0,0882283, inclinata di 10,73487° rispetto all'eclittica.